# Che Ťien-kchuej
Che Ťien-kchuej (čínsky pchin-jinem Hè Jiànkuí, znaky 贺建奎* 1984) je čínský biofyzik pracující na katedře biologie Jižní vědecko-technologické univerzity v Šen-čenu v Číně.
Mezinárodní pozornosti se mu dostalo v listopadu 2018, kdy oznámil, že vytvořil dva geneticky upravené lidi, přičemž cílem bylo vyřadit z činnosti gen CCR₅ a tím vytvořit jedince odolné proti AIDS. Následně byl široce kritizován a to kromě obecně etických pochybností i proto, že daná úprava zároveň může snížit odolnost proti viru západonilské horečky. Byl odsouzen za nelegální lékařský zákrok ke 3 letům vězení a pokutě 3 miliony jüanů.